# Herrlein (Malerfamilie)
Die Malerfamilie Herrlein wirkte hauptsächlich im 18. Jahrhundert. Der geographische Schwerpunkt ihres Wirkens lag in Unterfranken und im Raum Fulda. Daneben waren Mitglieder der Familie in Wien und im damals österreichisch-ungarischen Laibach (heute Ljubljana, Slowenien) tätig.
Eine in der älteren Literatur teilweise behauptete Verwandtschaft mit dem Nördlinger Maler Friedrich Herlin lässt sich nicht beweisen. Nach Angehörigen der Familie Herrlein sind Straßen in Aschaffenburg, Bad Kissingen, Bad Königshofen, Fulda, Großbardorf, Großeibstadt, Haibach, Haßfurt, Hosenfeld, Münnerstadt, Schweinfurt und Saal an der Saale benannt.

## Mitglieder
- Johann Herrlein (* 11. April 1702 Hammelburg, † 6. Januar 1766 Stadtlauringen), Bäcker und Fassmaler in Münnerstadt und Kleinbardorf.
  - Johann Peter Herrlein (* 28. August 1722 Münnerstadt,  † 5. Februar 1799 Saal an der Saale), Maler in Kleineibstadt.
    - Andreas Herrlein, (* 19. Januar 1752 Kleineibstadt, † 29. November 1829 Saal an der Saale), Maler.

  - Adalbert Christoph Franz von Herrlein (* 20. Mai 1798 auf dem Gräfenhof in Pfaffendorf bei Pfarrweisach, Kreis Ebern; † 4. Juni 1870 in Aschaffenburg) war ein deutscher Bürgermeister von Aschaffenburg.
- Johann Georg Herrlein (* 16. Januar 1756 Kleineibstadt, † 25. Oktober 1837 Kleineibstadt), Maler und Vergolder.
  -     - Johann Leonhard Herrlein (* 23. Februar 1764 Kleineibstadt, † 8. November 1844 Wien), Maler und Gemeindediener in Kleineibstadt.
    - Johann Kilian (* 21. November 1766 Kleineibstadt, † 8. April 1841 in Wien / Mariahilf), Maler.

  - Johann Andreas Herrlein (* 10. Oktober 1723 Münnerstadt; † 3. September 1796 Fulda), Hofmaler in Fulda.
    - Catharina Theresia Herrlein (* 15. August 1748 Fulda,  9. Februar 1891 Fulda).
      - August Heider (* 26. April 1775 Fulda, † 1. März 1836 Fulda), Maler Fulda.

    - Johann Leonhard Herrlein (* 15. November 1752 Fulda, † 25. Oktober 1814 Wien), Maler in Fulda, ab 1779 Restaurator und Maler in Wien.
    - Johann Christoph Herrlein (* 1760, † Ungarn), Jäger und Maler in Schwarzbach (bei Hünfeld), dann in Wien.
      - Heinrich Josef Herrlein, (18. Juni 1782 Schwarzbach, † 1846 Gersrod), Revierförster in Sieberzmühle (bei Hosenfeld), Mitglied des kurhessischen Ständetags in Kassel.
        - Franz Joseph Herrlein (28. Februar 1818 Sieberts, † 31. Juli 1890 Margrethenhaun), Besitzer des Hofguts Margretenhaun. Mitglied des deutschen Reichstags (1878).
          - Georg Herrlein (12. Juni 1851 Margarethenhaun, † 19. März 1902 beerdigt in Fulda), preußischer Oberstleutnant
            - Friedrich Herrlein (27. April 1889 Ehrenbreitstein, † 28. Juli 1974 Gießen), deutscher General der Infanterie

  - Andreas Herrlein (6. September 1738 Kleinbardorf, † 2. Mai 1817 Laibach, heute Ljubljana), Zeichenlehrer und Maler in Laibach.